# 王道邦
王道邦（1911年11月23日—1959年11月12日），原名王朝秀，中国人民解放军中将。获朝鲜民主主义人民共和国一级国旗勋章，1955年获二级八一勋章、二级独立自由勋章、一级解放勋章。